# Barnówko
Barnówko [barˈnufkɔ] (tiếng Đức: Berneuchen) là một ngôi làng thuộc khu hành chính của Gmina Dębno, thuộc quận Myślibórz, West Pomeranian Voivodeship, ở phía tây bắc Ba Lan. Nó có vị trí khoảng 8 kilômét (5 mi) về phía đông bắc Dębno, 18 km (11 mi) phía nam Myślibórz và 72 km (45 mi) phía nam thủ đô khu vực Szczecin.
Phong trào Christian Berneuchen ra đời vào những năm 1920 tại Berneuchen vào tháng 3 mới (Vùng Frankfurt). Những người sáng lập, gặp gỡ hàng năm tại Berneuchen Manor, đã làm việc để mang đến cho đời sống tinh thần một hình thức cụ thể lớn hơn và hoàn hảo hơn, để loại bỏ ảnh hưởng của thần học tự do. Năm 1926 đã xuất bản Berneuchener Buch (Sách Berneuchen), được viết bởi Karl Bernhard Ritter, Wilhelm Stählin, Ludwig Heitmann và Wilhelm Thomas. Ngày nay, các xã hội Berneuchen bao gồm Berneuchener dienst, Evangelische Michaelsbruderschaft và Gemeinschaft Sankt Michael, trung tâm hiện tại của nó, Nhà Berneuchen (Berneuchener Haus) nằm trong tu viện Kirchberg.
Cho đến năm 1945, khu vực này là một phần của Đức. Sau Thế chiến II, khu vực này được đặt dưới sự quản lý của Ba Lan bởi Hiệp định Potsdam dưới những thay đổi về lãnh thổ mà Liên Xô yêu cầu. Hầu hết người Đức chạy trốn hoặc bị trục xuất và thay thế bằng người Ba Lan bị trục xuất khỏi khu vực Ba Lan do Liên Xô sáp nhập.
Đối với lịch sử của khu vực, vui lòng xem Neumark.
Ngôi làng có dân số là 290 người.